# Dioskur I. Aleksandrijski
Dioskur I. Aleksandrijski (Egipat - Gangra, rujan 454.) 27. papa Aleksandrije i patrijarh svetog Trona sv. Marka. Kalcedonski sabor ga je izopćio 451. godine, ali ga je Koptska crkva nastavila priznavati kao patrijarha sve do njegove smrti. Umro je u prognanstvu u mjestu Gangra, Paflagonija, 18. rujna mjeseca 454. godine. Koptske i druge Orijentalne pravoslavne Crkave ga štuju kao sveca, a spomendan je 18. rujna prema gregorijanskom kalendaru.

## Rani život
Dioskur je služio kao dekan u katehetskoj školi u Aleksandriji, a bio je i osobni tajnik Ćirila Aleksandrijskog kojeg je i pratio na sabor u Efezu 431. godine, pa se vremenom uspeo na poziciju arhiđakona. 

## Suprotstavljanje Nestoriju
U svojoj borbi protiv Nestorija, Ćiril je objašnjavao jedinstvo Krista Boga i Krista Čovjeka kao "unutarnje i stvarno bez ikakve podjele, promjene ili nedoumice". Odbio je antiohijsku teoriju o "prebivanju," ili "povezanosti" ili "bliskom sudjelovanju", kao nedovoljnu. Tako je aleksandrijska formula koju su usvojili Ćiril i Dioskur bila "jedna utjelovljena narav Božje Riječi" koja se prevodi na grčki: "mia fiza tou logou sesarkomene", čime je Ćiril mislio na "jednu Narav", odnosno da je Krist istodobno i Bog i Čovjek. S druge strane, antiohijska definicija je bila "dvije Naravi po sjedinjenju", ili "u dvije Naravi", u prijevodu  "dyo physis". Ta je teorija objašnjavala da je Krist postojan u dvije naravi: Boga i Čovjeka. Efeški Sabor je osudio i izopćio Nestorija 431. godine, dok je, istovremeno, odobrio Ćirilovu drugu poslanicu upućenu Nestoriju. Nakon smrti Ćirila 444. godine, Dioskur nasljeđuje položaj aleksandrijskog patrijarha.

## Prijem Eutiha
Dioskur je podržao Eutiha, arhimandrita u Konstantinopolu koji je branio teoriju "jedne naravi" protiv formule "dvije naravi" - "dyo physis". Sinod, koji se sastao u Konstantinopolu 8. kolovoza 448. godine pod predsjedanjem nadbiskupa Flavijana iz Konstantinopola, osudio je i odbacio Eutihovu teoriju. Eutih je uložio žalbu protiv ove odluke, označavajući Flavijana nestorijancem, u čemu je dobio podršku Dioskura, dok je papa Lav I. u svom slavnom "Tomos"-u potvrdio Flavianovu teološku poziciju, ali je zatražio da Eutih, ako bi se pokajao, mora biti ponovno primljen zajednicu. 449. godine car Teodozije II. sazva drugi Efeški Sabor U spomen na Ćirilovu ulogu tijekom Sabora 431. godine, car je zatražio od Dioskura da predsjeda Saborom. Vijeće je kasnije odlučilo rehabilitirati Eutiha, te svrgnuti Flaviana, kao i Eusebija Dorilajskog, Teoderita iz Sirasa, Ibasa iz Edese i Domina II. Antiohijskog. Izaslanici pape Lava su prosvjedovali, ali njihov glas je bio zanemaren. Papa Lav je vijeće nazvao "sinodom pljačkaša" i njihove odluke proglasio nevažećim.

Car Teodozije II. podupirao je odluke Sabora sve do svoje smrti 28. srpnja 450. godine. Nakon njegove smrti postavilo se pitanje tko će nasljediti prijestolje pošto car nije ostavio ni jednog muškog nasljednika. Teodozijeva sestra Pulheria, koja je imala značajnu, iako promjenjivu političku moć tijekom vladavine njezina brata, osigurala je nasljednika tako što je 25. studenog 450. izabrala Marcijana za svoga supružnika, pri čemu, istovremeno, nije prekršila svoj zavjet djevičanstva. Umrla je tri godine kasnije, u srpnju 453. godine. Pulheria je uvelike utjecala na kršćansku Crkvu i njen teološki razvoj osnivanjem dva najvažnija ekumenska sbora u crkvenoj povijesti, točnije onih iz Efeza i Kalcedona, po kojima je Crkva vladala na kristološkim propisima. 
Savjetovala se s papom Lavom I. o sazivanjima novih sabora, prikupljajući potpise da se njegovo djelo "Tomos" uvede kao temeljni dokument novog sabora, ali je, protiv Lavove želje, inzistirala da se vijeće ne smije održavati u Italiji nego na Istoku.
 
Na sboru u Kalcedonu 451. godine, Dioskur je izrazio spremnost da osudi Eutiha. Prema zapisniku Sabora iz Kalcedona, Dioskur je izjavio: 
"Ako Eutih drži mišljenje suprotno doktrinama Crkve, zaslužuje, ne samo kaznu, nego i vatru pakla. Jer moja je briga vezana za katoličku i apostolsku vjeru, a ne za bilo koje ljudsko biće."

## Kalcedonski sabor
Kalcedonski sabor se bavio kršćanskim stajalištima Eutiha, ali i s Dioskurovim stavovima i ranijim ponašanjem; konkretno, ispitivana je njegova osuda biskupa Flaviana na drugom Efeškom saboru. Kada je na Saboru Kalcedona pitan zašto je svrgnuo Flavijana, on je, prema zapisniku Kalcedona, odgovorio: 
"Flavian je izopćen iz razloga što je govorio o dvije prirode po ujedinjenju. Međutim, ja imam citate od svetih očeva Atanazija, Grgura i Ćirila koji su propovjedali na brojnim mjestima da ne treba govoriti o dvije naravi po ujedinjenju". Umjesto toga, Dioskur je tvrdio: "da treba govoriti o jednoj utjelovljenoj naravi Božje Riječi".
Nakon dugog vijećanja, Sabor je izopćio Dioskura i druge biskupe koji su bili odgovorni za odluke donesene 449. godine, ali prije radi kršenja pravila kanona, nego radi hereze. Dioskur nije bio nazočan Saboru u Kalcedona od trećeg dana zasjedanja pa nadalje, unatoč carskom pozivu da to učini, što je bilo kazneno djelo. Prema zapisniku Sabora Kalcedona, Dioskur se pozvao na, tada, loše zdravlje kao razlogom nedolaska. Međutim, orijentalni izvori navode drugačije i govore da je bila riječ o izvrdavanju. Bez obzira na pravi razlog, rezultat Dioskurovog izostanka je vodio njegovu prognanstvu u Gangru, u današnjoj Turskoj.

## Prognanstvo i smrt
Nakon Dioskurovog izopćenja i progona, aleksandrijski svećenik Proterije imenovan je umjesto njega za patrijarha, uz odobrenje cara. Proterije nije imao otvorene protivnike. Ipak, neki kršćani su nastavili podupirati Dioskura u tajnosti, smatrajući ga legitimnim patrijarhom.
Međutim, Dioskur je umro u prognanstvu 454. godine, a kada je ta vijest došla do Aleksandrije, njegove pristalice su se okupile i izabrale Timoteja, njegovog učenika, da bude novi patrijarh. Timotej se, osjećajući nesigurnost, sakrio, ali je odmah bio priznat među koptskim ruralnim stanovništvom, što je uzrokovalo podjelu između koptske i melkitske, tj. Carske crkve.

Pomen na njega se slavi 17. rujna prema gregorijanskom, a 7. touta prema koptskom kalendaru i upisan je u sinaksarionu. 

## Nasljeđe
Orijentalne pravoslavne crkve ostaju u neslaganju s Istočnim pravoslavnim i katoličkim crkvama u pogledu Dioskurovog karaktera i položaja. S jedne strane ga smatra svetim Koptska, Sirijska i druge Orijentalne pravoslavne crkave, dok su ga Istočne pravoslavne i katoličke crkve često smatrale heretikom. Neki suvremeni teolozi sugeriraju da su i Lav I. i Dioskur bili ortodoksni u svom suglasju s Dvanaest anatema sv. Ćirila, premda ih obojicu, neki (još uvijek) smatraju hereticima.
Dioskurov suvremenik Anatolije, kao i moderni svećenik i teolog John Romanides, tvrde da Dioskur nije bio izopćen zbog hereze, već zbog "teških administrativnih pogrešaka" na drugom Efeškom saboru, među kojima spominju njegovo rahabilitiranje Eutiha, napad na Flavijana, a potom i njegovu ekskomunikaciju pape Lava I.

Branitelji Dioskura tvrde da je Eutih bio ortodoksan u vrijeme svoje rehabilitacije, te da je tek kasnije posrnuo u herezu, da je Flavian bio nestorijanac, a da je papa Lav I. podupirao nestorijanizam.
Još jedan kontroverzni aspekt Dioskurova naslijeđa je optužba, koju često postavljaju crkve koje su prihvatile kalcedonsko vjerovanje, a to je da su Orijentalne pravoslavne Crkve prihvate eutihianizam.
One poriču ovu optužbu, tvrdeći da odbacuju i monofizitizam Eutiha, kojega smatraju heretikom, kao i duofizitizam koji je usvojio Sabor Kalcedona, a koje oni izjednačavaju s nestorijanstvom; doktrinu koju nazivaju mifizitizam, odnosno da u Isusu Kristu, Božansko i Čovječje postoje kao "jedna božanska narav" (mia physis), za razliku od ortodoksnog kalcedonskog učenja božanske i ljudske prirode ujedinjene u jednoj osobi (hypostasis) Isusa Krista, "pravog Boga i pravog Čovjeka", "hipostatska zajednica".

## XX. stoljeće
U posljednje vrijeme, orijentalne pravoslavne crkve sudjelovale su u ekumenskom dijalogu s katoličkim i Istočnim pravoslavnim 
Crkvama u raspravama oko štovanja Dioskurovog dana. U svibnju 1973. papa Shenouda III. iz Aleksandrije je posjetio papu [[Pavao 
VI.|Pavla VI.]] u Rimu i objavio zajedničku vjeru u prirodu Isusa Krista, pitanja koje je uzrokovalo crkveni raskol na kalcedonskom Saboru.
 
Slična deklaracija je postignuta između Orijentalne i Istočne pravoslavne Crkve 1990. godine u Ženevi, kojom prigodom su se obje strane složile u osudi nestorijskih i euthijanskih krivovjerja odbacujući tumačenja ekumenskih vijeća koja se u potpunosti ne slažu s učenjem trećeg ekumenskog sabora kao i s pismom (433.) Ćirila Aleksandrijskog Ivanu Antiohijskom. Također su se složili ukloniti anateme i osude prošlosti. U ljeto 2001. koptski pravoslavci i grčki pravoslavni patrijarhnici u Aleksandriji složili su se međusobno priznati krštenja koja se izvode u crkvama drugih.

## Vanjske poveznice
- Dioskur Aleksandrijski
- Sv. Dioskur, 25. papa Aleksandrije
- Odlazak sv. Dioskura  Arhivirana inačica izvorne stranice od 4. prosinca 2020. (Wayback Machine)
- "Tome" od sv. Lava
- Meyendorff, John. 1989. Imperial unity and Christian divisions: The Church 450-680 A.D. The Church in history. 2. St. Vladimir's Seminary Press. Crestwood, NY. ISBN 978-0-88-141056-3

| Koptske pape Aleksandrije       | Koptske pape Aleksandrije           | Koptske pape Aleksandrije           |
| ------------------------------- | ----------------------------------- | ----------------------------------- |
| prethodnik Ćiril Aleksandrijski | Aleksandrijske pape 444. - 454. AD. | nasljednik Proterije Aleksandrijski |